# Залесский сельсовет (Брестская область)
Залесский сельсовет — административная единица в составе Кобринского района Брестской области Республики Беларусь. Согласно переписи населения 2019 года, в сельсовете проживало 1805 человек.

## Состав
По данным на 1 января 2021 года, Залесский сельсовет включает 9 населённых пунктов:
| название      | тип     | домохозяйств | население |
| ------------- | ------- | ------------ | --------- |
| Быстрица      | деревня | 288          | 836       |
| Девятки       | деревня | 4            | 7         |
| Закросница    | деревня | 96           | 254       |
| Залесье       | деревня | 275          | 729       |
| Малые Прилуки | деревня | 11           | 21        |
| Павлово       | деревня | 1            | 1         |
| Рачки         | деревня | 7            | 11        |
| Селец         | деревня | 86           | 203       |
| Турная        | деревня | 24           | 32        |